# Pour It Up
Pour It Up – utwór Rihanny, pochodzący z jej siódmego studyjnego albumu, zatytułowanego Unapologetic (2012). 8 stycznia 2013 roku piosenka została wydana nakładem wytwórni Def Jam jako trzeci singel promujący wydawnictwo.
„Pour It Up” jest utworem klubowym, bazującym na hip-hop'owym biciu, a jego tekst odnosi się do życia w luksusie, klubów ze striptizem i niezależnego życia. Recenzje singla były różne, część krytyków muzycznych uznała go za jedną z najlepszych piosenek na Unapologetic, podczas gdy inni podważali jego obecność na płycie. Utwór osiągnął sukces głównie w Stanach Zjednoczonych, zajmując dziewiętnastą pozycję na liście Billboard Hot 100.
Teledysk do singla został wyreżyserowany w maju 2013 roku przez Diona Beebe i Vincenta Haycocka, a jego premiera miała miejsce pięć miesięcy później, w październiku. Powodem zwlekania wytwórni z wydaniem wideoklipu był konflikt między Rihanną a Haycockiem. „Pour It Up” znalazł się na liście utworów, które Rihanna wykonuje podczas trasy koncertowej Diamonds World Tour (2013). W marcu 2013 roku opublikowano remiks utworu z udziałem raperów Young Jeezy, T.I., Rick Ross i Juicy J.

## Pozycje na listach

### Notowania tygodniowe
| Lista przebojów (2013)                  | Najwyższa pozycja |
| --------------------------------------- | ----------------- |
| Australia (ARIA Charts)                 | 55                |
| Belgia (Ultratop Flandria)              | 59                |
| Francja (SNEP)                          | 81                |
| Kanada (Canadian Hot 100)               | 49                |
| Stany Zjednoczone (Billboard Hot 100)   | 19                |
| Stany Zjednoczone (Hot Dance Club Play) | 29                |
| Stany Zjednoczone (Hot R&B Songs)       | 6                 |
| Wielka Brytania (UK Singles Chart)      | 43                |